# Музыка коренных народов Австралии

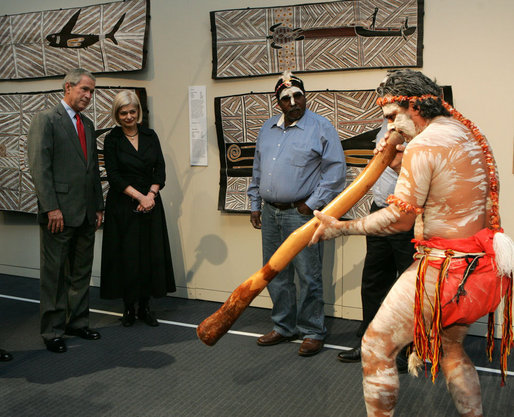
Исполнение австралийской этнической музыки в музее Сиднея.

Музыка коренных народов Австралии включает музыку австралийских аборигенов и аборигенов островов Торресова пролива, это понятие объединяет множество разнообразных стилей традиционной музыки коренных австралийцев, а также целый ряд современных музыкальных стилей в интерпретации и исполнении коренных австралийских музыкантов. Музыка является неотъемлемой частью социальных, культурных и церемониальных обрядов этих народов на протяжении всей их почти тысячелетней истории. В разных регионах Австралии различаются манера исполнения и музыкальные инструменты, однако есть общие элементы музыкальной традиции. Эти элементы присущи традиционной музыке как австралийских аборигенов, так и аборигенов островов Торресова пролива, почему музыку последних и включают в общее понятие.
В дополнение к этим местным традициям и музыкальному наследию, начиная с европейской колонизации Австралии XVIII-го века, коренные австралийские музыканты начали перенимать и интерпретировать многие западные музыкальные стили, часто в сочетании с традиционными инструментами и манерой исполнения. Кроме того, некоренные (в том числе и западные) исполнители начали использовать элементы австралийской этнической музыки в сочетании с другими стилями.

## Традиционные музыкальные инструменты

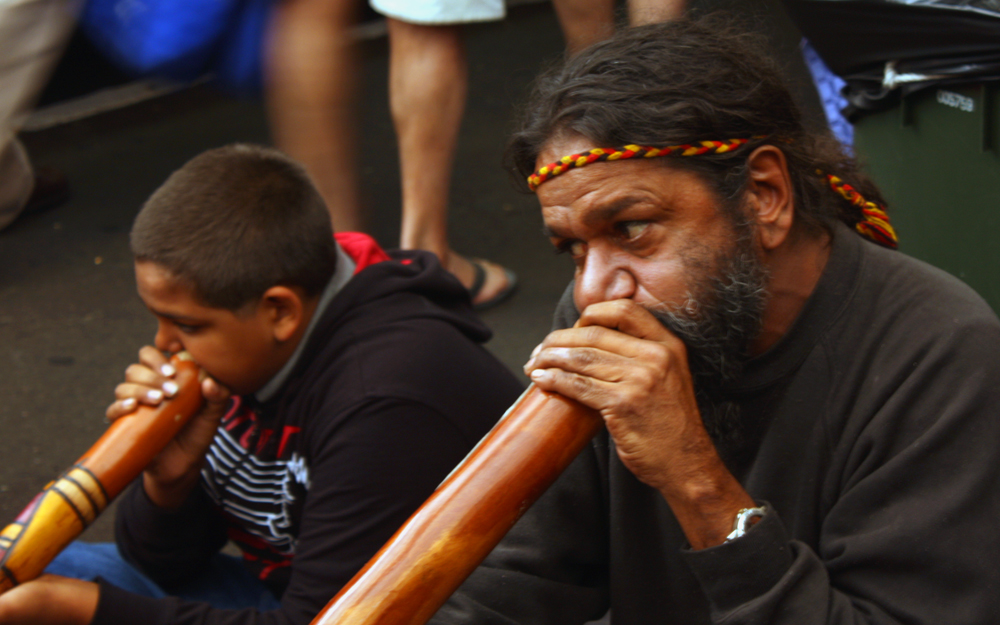
Уличные музыканты играют на диджериду, 2009

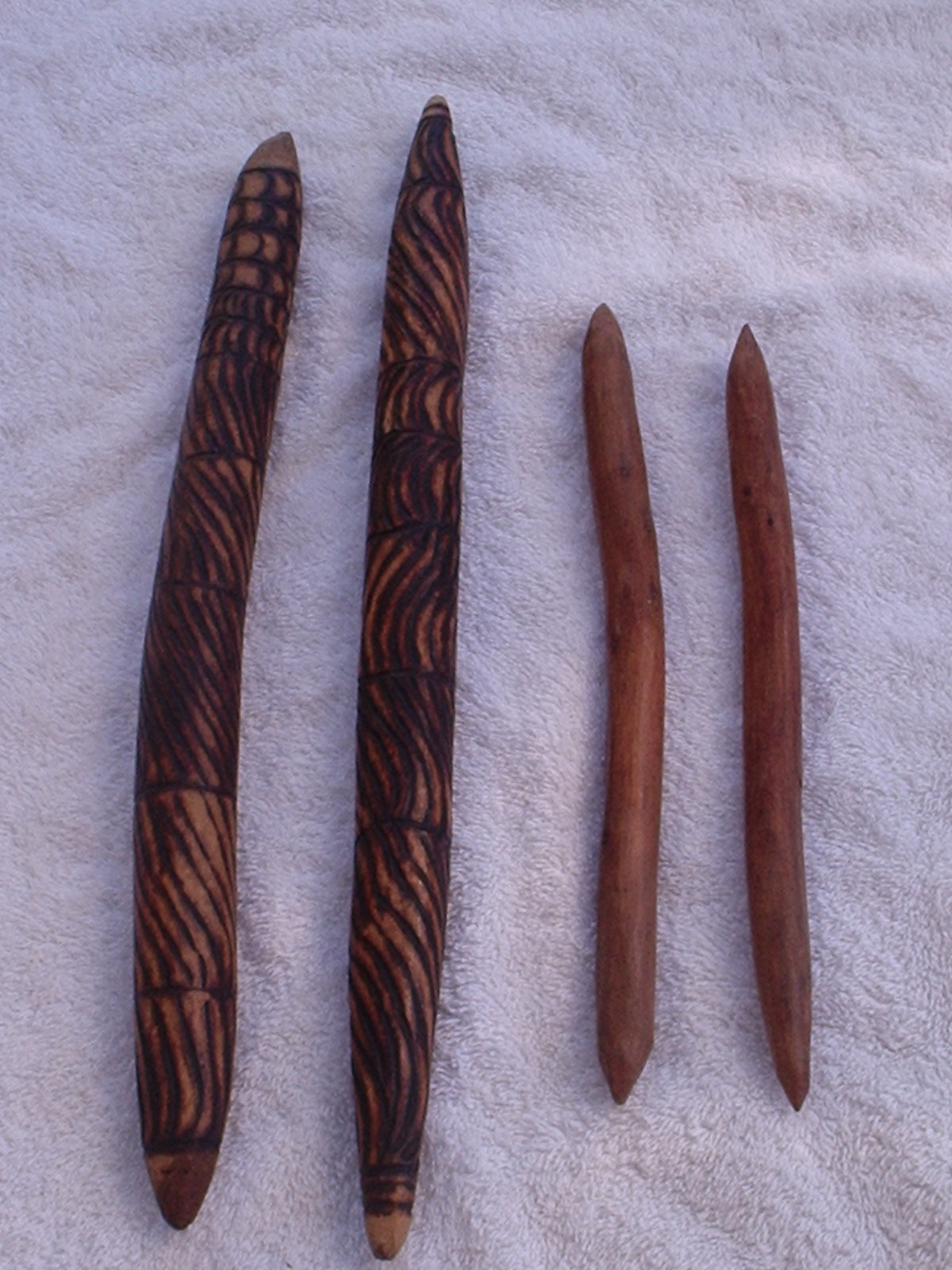
Две пары австралийских «хлопушек»

### Диджериду
Диджериду — музыкальный духовой инструмент аборигенов Австралии. Один из старейших духовых инструментов в мире. Археологические исследования наскальной живописи в Северной территории позволяют предположить, что жители региона Какаду играли на инструменте 15000 лет назад.
Он представляет собой длинную трубку без отверстий для пальцев. Он делается из куска ствола эвкалипта длиной 1-3 метра, сердцевина которого выедена термитами, однако в настоящее время используют также ПВХ. Мундштук может быть обработан чёрным пчелиным воском. Сам инструмент часто расписан красками или украшен изображениями тотемов племени.
При игре используется техника непрерывного дыхания (циркулярного дыхания). Традиционно на диджериду играют только мужчины, и, как правило, игра на диджериду сопровождает церемониальное пение (например, ритуалы corroboree) и способствует вхождению в транс. Гораздо реже диджериду используется как сольный инструмент.
Диджериду теснейшим образом вплетён в мифологию австралийских аборигенов, символизируя собой образ радужной змеи Yurlungur. Уникальность диджериду как музыкального инструмента состоит в том, что обычно он звучит на одной ноте (так называемый «дрон», или гудение). При этом инструмент обладает очень большим диапазоном тембра. Сравниться с ним может только человеческий голос, варган и отчасти орган.
Хотя инструмент не получил широкого распространения по всей стране и обычно использовался в северных регионах, сегодня диджериду считается национальным музыкальным инструментом коренных австралийцев и известен по всему миру. Известные музыканты, играющие на диджериду: Djalu Gurruwiwi, Mark Atkins, William Barton, David Hudson, Joe Geia, Charlie McMahon.

### Билма
Билма (англ. Clapstick), или трещотки, — традиционный музыкальный ударный инструмент аборигенов Австралии. Хлопушки во многом схожи с клаве, являясь своего рода видом барабанных палочек. Однако, в отличие от барабанных палочек, которые обычно используются для ударов в барабан, хлопушки предназначены для ударов одной палочки о другую.
Хлопушки представляют собой две деревянные палочки одной длины и традиционно сопровождают игру на диджериду для поддержания ритма.
На языке австралийских аборигенов полуострова Арнем-Ленд хлопушки называются bimli. Существует также множество названий инструмента на других языках австралийских аборигенов, которые, как правило, при дословном переводе означают «палочки» или «музыкальные палочки».

### Гуделка
Этот инструмент, по-английски называемый англ. bullroarer, а у например, племени арунта в Центральной Австралии — чуринга (яз. арунта tjurunga, англ. churinga), представляет собой деревянную дощечку, которую вращают за продетый в отверстие на её конце шнурок, и в результате этого издающую характерный гудящий или жужжащий звук. Гуделка прежде всего используется в религиозных обрядах, так как согласно мифам, в гуделках обитали души предков. Чуринги племени арунта тщательно хранились и оберегались.

### Носовая флейта
Имеет хождение в Северной Австралии, скорее всего, заимствована из Новой Гвинеи.

## Традиционные формы

### Банггул
Банггул (англ. Bunggul) — стиль музыки, который возник на территории побережья реки Манн (Новый Южный Уэльс). Характеризуется насыщенными текстами, зачастую это описания эпических путешествий, и повторами. Могут исполняться без музыкального сопровождения или под прерывающийся аккомпанемент.

### Вэнггаул
Вэнгга (англ. Wangga) — стиль музыки, который возник на территории побережья рек Саут и Ист-Аллигейтор (Арнем-Ленд). Музыка начинается на чрезвычайно высокой ноте под аккомпанемент ударных (хлопушки), а затем резко переход на низкие тона. Через небольшой промежуток времени мелодия снова переходит на высокие тона и так далее. Исполняется на диджериду. Как правило, в этой музыке выражаются темы, связанные со смертью и возрождением.

### Кун-боррк
Стиль музыки кун-боррк (англ. Kun-borrk), возникший на территории побережья рек Манн и Аделаида, характеризуется использованием полноценных слов, поющихся под аккомпанемент диджериду и хлопушек (в отличие от большинства других стилей австралийской этнической музыки, где используется слоговое пение).

### Линии песен
«Линии песен» (англ. Songlines) или «следы сновидений» (англ. Dreaming tracks) в анимистичной системе верований австралийских аборигенов представляют собой пути по всей земле (а иногда и небу), которые обозначают маршруты путешествий во время сна местных духов или богов. Эти представления получили отображение в традиционной музыке, танце, фольклоре и живописи.
В музыке «линии песен» представлены в виде определённых песен, которые описывают различные конкретные маршруты, по которым вслед за богами и духами перемещаются австралийские аборигены. Знающий человек может перемещаться по континенту, повторяя слова песни, в которой описываются определённые географические ориентиры. Коренные народы, часто путешествующие по пустыням Австралии, могли перемещаться на огромные расстояния, исполняя эти песни в нужной последовательности. В Австралии существует обширная система «линий песен» разных народов, охватывающая огромные территории.
Описательную функцию выполняют не только слова песни, но и сама музыка. Ритм является главным элементом, позволяющим понимать «линии песен». Благодаря общности музыкальных элементов эти песни оказываются универсальными для племён, говорящих на разных языках.
См. также Линии лей.

### Плач о смерти
Плач о смерти (англ. Death Wail) — это тесно связанная с ритуалом и обрядом похоронная песня, исполняемая вскоре после смерти одного из членов племени. Этот стиль музыки широко распространён среди племён центральной и северной Австралии, а также аборигенов островов Торресова пролива.

### Племенные песни
У племён разных регионов Австралии этот стиль музыки называется по-особому: emeba (Грут-Айленд), fjatpangarri (Yirrkala), manikay (Арнем-Ленд). Это песни об истории племени или отдельного рода. Из всех стилей австралийской этнической музыки племенные песни наиболее подвержены изменениям и обновлениям и всегда остаются актуальными для австралийских аборигенов на протяжении их длительной истории.
См. также Death wail.

## Современные тенденции

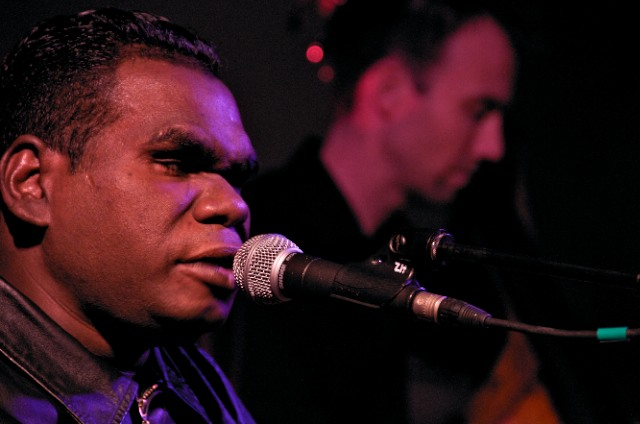
Geoffrey Gurrumul Yunupingu.

Современная музыка коренных австралийцев продолжает ранние традиции в слиянии с современными стилями музыки, такими как рок-музыка и кантри. Продолжают использоваться и традиционные музыкальные элементы в контексте новых стилей. Например, музыкант Geoffrey Gurrumul Yunupingu получил мировое признание как исполнитель песен на английском языке и языке народа йолну.
Музыка кантри стала особенно популярна среди австралийских аборигенов. Первыми из коренных австралийцев играть кантри начали Dougie Young и Jimmy Little, а одним из самых успешных кантри-исполнителей стал Troy Cassar-Daley. Музыканты Kev Carmody и Archie Roach объединяли элементы кантри и этнической музыки для выражения актуальных проблем коренных австралийцев.
В рок-музыке музыканты также смешивают элементы двух стилей музыки, в частности, совмещают типичные для рок-музыки (гитара, бас-гитара, барабанная установка) и традиционные музыкальные инструменты (диджериду и хлопушки). Яркими представителями являются группы Yothu Yindi, Us Mob и No Fixed Address. Одной из наиболее успешных рок-групп стала the Warumpi Band.
Также велико количество коренных австралийцев, исполняющих хип-хоп музыку. Наиболее известна группа NoKTuRNL.
Среди современных музыкантов островов Торресова пролива выделяются Seaman Dan и Christine Anu (поп-музыка).